# Blanche DuBois
Pour les articles homonymes, voir Blanche et Dubois (patronyme).
Blanche DuBois est l'un des personnages principaux de la pièce Un tramway nommé Désir (1947) de Tennessee Williams. Elle est considérée comme l'un des personnages les plus marquants du théâtre américain,,.
Jessica Tandy a reçu un Tony Award pour son rôle dans la pièce en 1948. Le personnage a aussi été interprété sur scène par Vivien Leigh, dans une mise en scène de son mari Laurence Olivier. Elle joue le même personnage dans l'adaptation au cinéma réalisée par Elia Kazan en 1951. Vivien Leigh reçoit la même année l'Oscar de la meilleure actrice pour le rôle de Blanche DuBois, ainsi que le British Academy Film Award de la meilleure actrice dans un rôle principal, le Golden Globe de la meilleure actrice dans un film dramatique, ou encore la Coupe Volpi pour la meilleure interprétation féminine.
Son rôle a aussi été créé par Renée Fleming dans l'opéra d'André Previn en 1995.

## Dans la pièce
Dans la pièce, Blanche, aristocrate élégante et aux petits airs supérieurs, arrive de Laurel (Mississippi) pour aller voir sa jeune sœur Stella Kowalski à La Nouvelle-Orléans. Elle est horrifiée de voir que Stella vit dans un quartier populaire, dans lequel son mari Stanley Kowalski passe son temps à boire et à jouer au poker avec ses amis. 
Elle reste néanmoins auprès de sa sœur, et flirte même avec Mitch, un ami de Stanley un peu plus sensible que les autres. Elle lui révèle même qu'en fait, elle a été jetée dehors de la propriété familiale de "Belle Reve" pour n'avoir pas pu en payer les hypothèques. Après la mort de son époux Allan Grey, sa santé mentale n'a fait que décliner, et elle est au bord de la folie. La violence bestiale de son beau-frère ne fera que l'y précipiter plus vite.